# Москва (река)
Москва́ (обычно Москва́-река́, в московском произношении с XIX века — «Москва́река», первая часть в разговорной речи часто не склоняется: на Москва́-реке) — река средней величины в Центральной России, Московской области, Москве и, на небольшом протяжении, в Смоленской области, левый приток Оки (бассейн Волги).
Длина в пределах Московской области 473 км, традиционно упоминается также 502 км (см. неоднозначность с истоком), площадь бассейна — 17 600 км². Река начинается на склоне Смоленско-Московской возвышенности и впадает в Оку на территории Коломны. Общее падение от истока до устья составляет 155,5 м. Крупнейшие притоки — Руза (левый), Истра (левый), Яуза (левый) и Пахра (правый). Воды реки широко используются для водоснабжения города Москвы.

## Гидрология

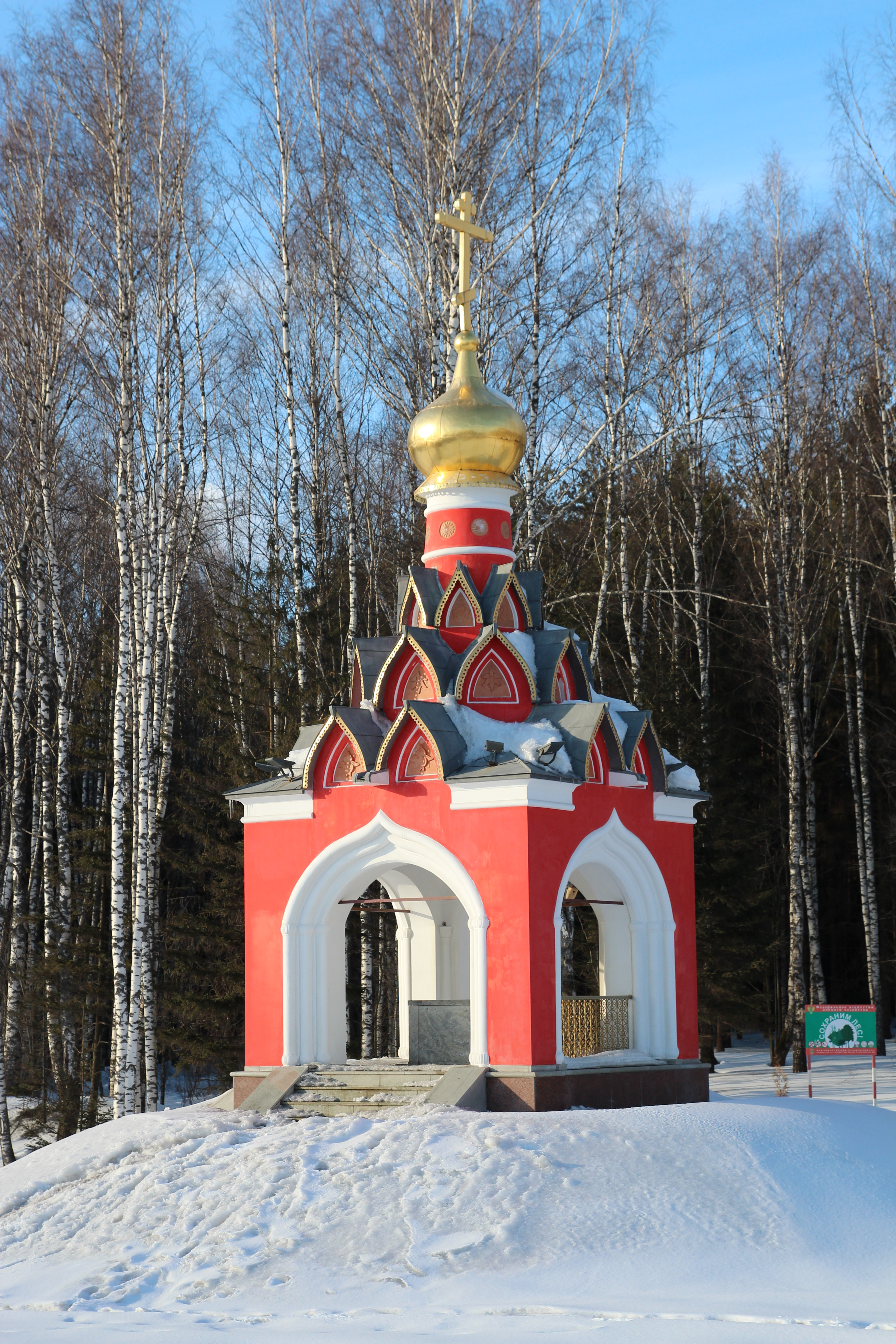
Часовня на месте предполагаемого истока реки у автодороги «Беларусь»

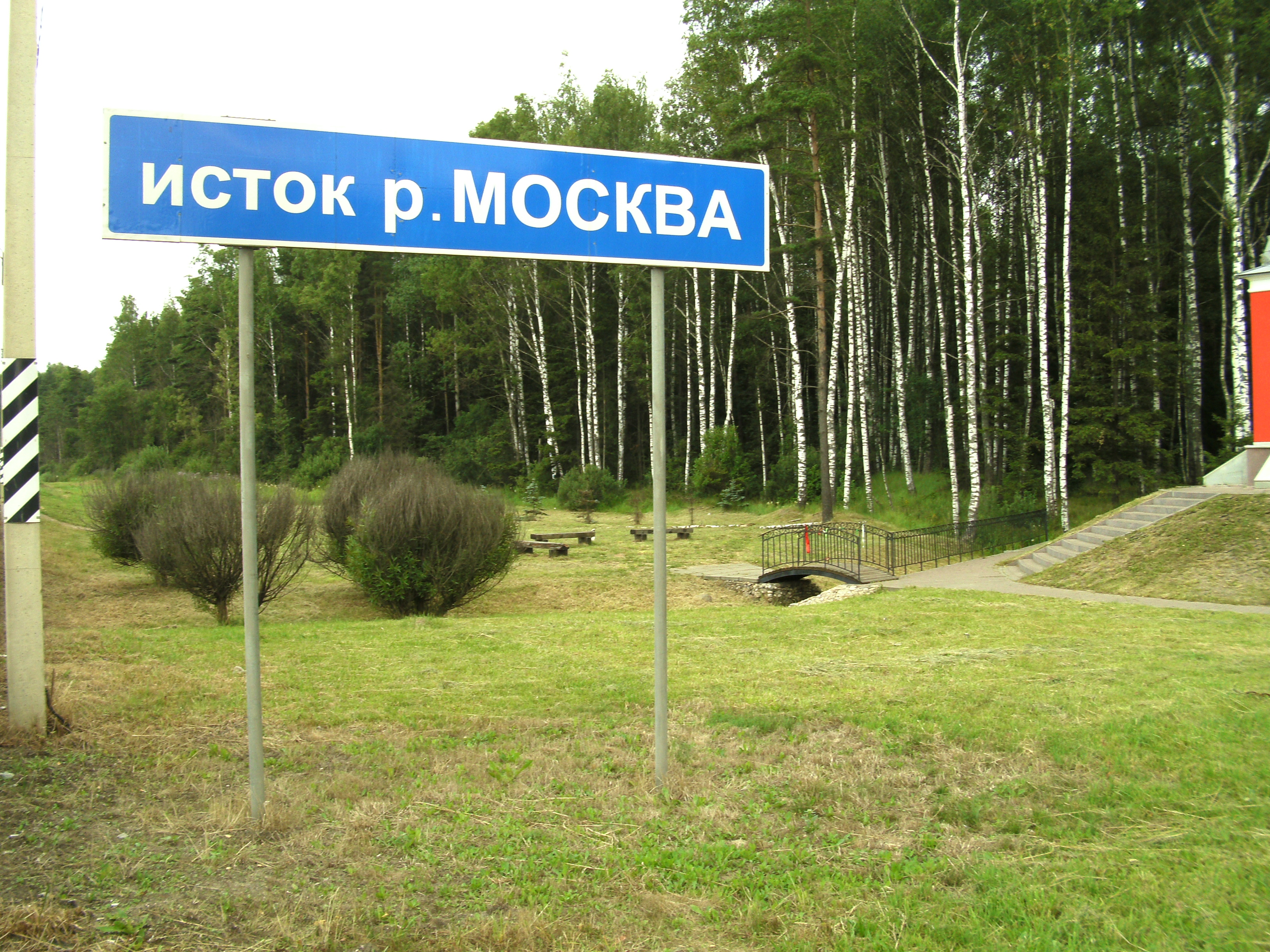
Дорожный указатель у часовни

Питание снеговое (64 %), дождевое (19 %) и подземное (17 %). За весеннее половодье проходит 65 % годового стока. Средний многолетний расход воды в верхнем течении (деревня Барсуки) — 5,8 м³/с, у Звенигорода — 38 м³/с, в устье — 150 м³/с. Сток реки увеличился примерно вдвое в 1937 году в связи с вводом в эксплуатацию канала имени Москвы. Переброска волжской воды в бассейн Москвы-реки идёт на обводнение самой реки (проектное количество — около 30 кубометров в секунду, фактическое с 2000 г. — 26 кубометров в секунду), притока Яузы (по проекту — более 5 кубометров в секунду, фактически — менее 2 кубометров в секунду). Существенная часть волжской воды, 30—35 кубометров в секунду, идёт на водопотребление города — и затем, после очистки, также сбрасывается в Москву-реку. В 1978 году со вводом в эксплуатацию Вазузской гидросистемы началась дополнительная переброска стока верхней Волги через реки Вазуза и Руза в объёме 22 кубометра в секунду.
Река замерзает в ноябре — декабре, вскрывается в конце марта — апреле. Из-за сброса тёплых вод в черте города Москвы температура воды зимой в центре на 6 °C выше, чем на окраинах, и ледостав неустойчив.
Главная водная артерия города Москвы, длина в пределах города 80 км. Ширина реки внутри города меняется от 120 до 200 м, от самой узкой части возле Кремля до самой широкой вблизи Лужников. Принято считать, что скорость течения реки 0,5 м/с, но практически скорость течения полностью зависит от гидроузлов, при закрытых затворах достигая 0,1—0,2 м/с, а при открытых — 1,5—2 м/с. Глубина на участках выше Москвы до 3 м, ниже Москвы достигает 6 м, местами (выше Перервинского гидроузла) до 14 метров.

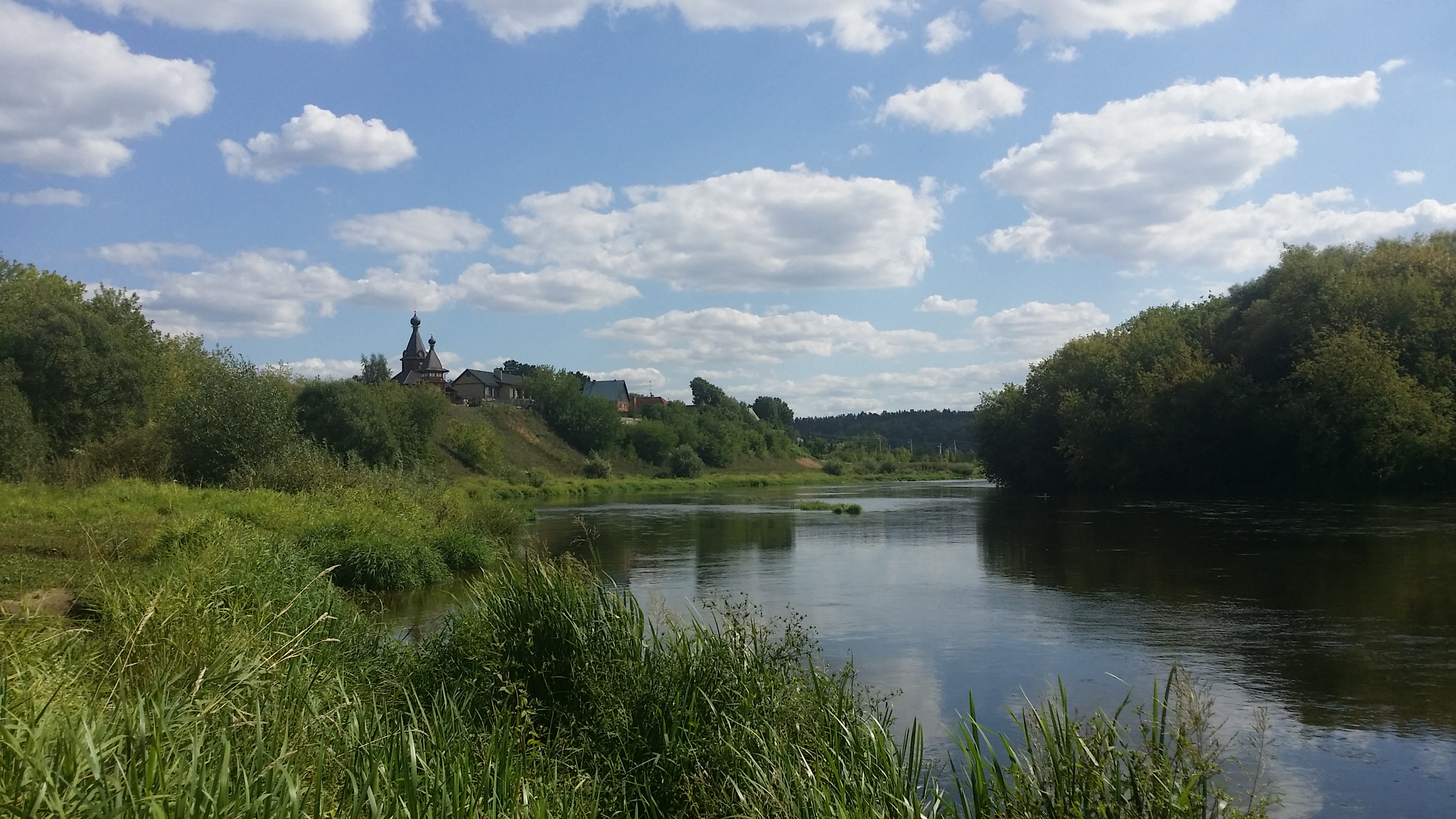
Москва-река в Одинцовском районе

В верхнем течении река протекает среди моренных холмов и сильно меандрирует; течение реки быстрое, дно песчаное. Ширина реки в верховье, до впадения реки Иночи, — 2—15 м. Ниже впадения Иночи у реки Москвы появляются террасы и широкая пойма. У села Дерново река вливается в Можайское водохранилище. Ниже Можайска берега реки становятся крутыми, местами обрывистыми: река прорезает толщи известняков. По берегам реки в среднем течении — преимущественно смешанные леса. У Звенигорода ширина реки достигает 65 м. Ниже города Звенигорода долина реки продолжена в юрских глинах, берега более отлоги, часты оползневые процессы. В город Москву река входит на северо-западе в районе Строгино и выходит из города на юго-востоке, пересекая МКАД у Бесединских мостов (районы Братеево и Капотня). В пределах Москвы река делает шесть больших излучин, в основании трёх из них прорыты каналы, спрямления (Хорошёво, Карамышево, Нагатино). Ниже города Москвы долина реки значительно расширяется, в пойме появляются многочисленные старичные озёра (их насчитывается свыше 160), распространены заливные луга. Близ устья ширина достигает 200 м.

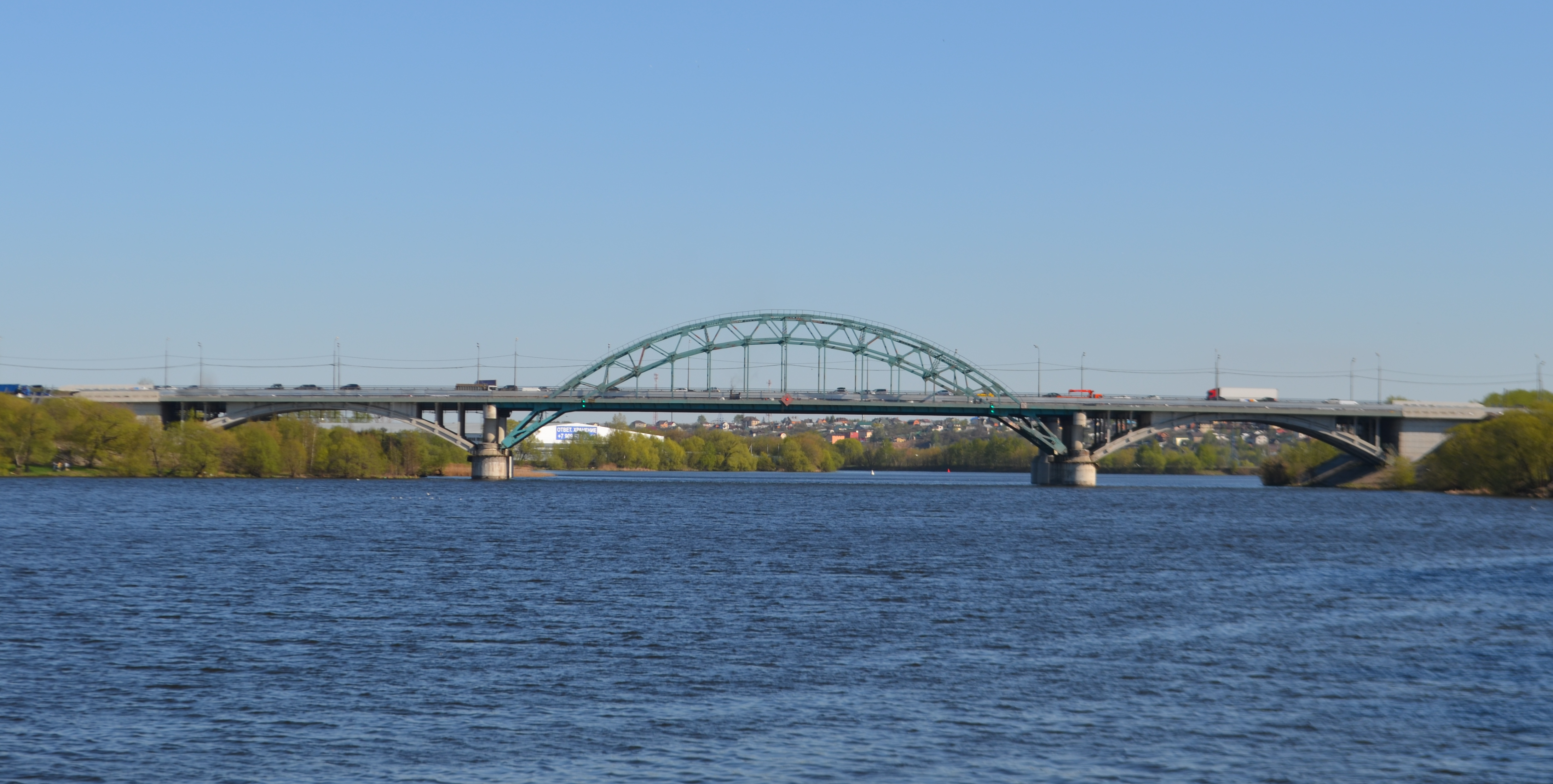
Москва-река в районе Бесединских мостов

До постройки гидротехнических сооружений сток реки был подвержен сильным сезонным изменениям: летом её можно было переехать вброд, а весной периодически происходили наводнения, с максимальным зарегистрированным подъёмом уровня до 839 сантиметров в 1879 году. Уровень реки традиционно отсчитывался от «Московского нуля» — отметки около Данилова монастыря, имеющей высоту 116 метров над уровнем Балтийского моря. Нивелирная марка «7.77 саженей над уровнем Москвы» была восстановлена в 2004 году в стене часовни преподобного князя Даниила Московского, близ монастыря.
Прозрачность воды меняется от 2 метров зимой (в январе/феврале) до 1 метра весной (в мае), летом и осенью составляя около 1,5 метра.

### Исток
С истоком реки нет однозначности. Принято считать, что Москва берёт начало в Старьковском болоте на склоне Смоленско-Московской возвышенности у урочища Старьково Можайского городского округа Московской области. Это болото на границе Смоленской и Московской областей иногда называют «Москворецкой лужей», а небольшой ручей, начинающийся в его северной части, местные жители называют Москвой-рекой. Начало ручья, на территории Можайского городского округа Московской области, отмечено часовней, возведённой в 2004 году. В 16 км от истока Москва пересекает границу Смоленской области после прохода через Михалёвское озеро, которое некоторые специалисты считают началом реки (указывая, что впадающий в озеро ручей — это река Коноплянка).

## Гидротехнические сооружения

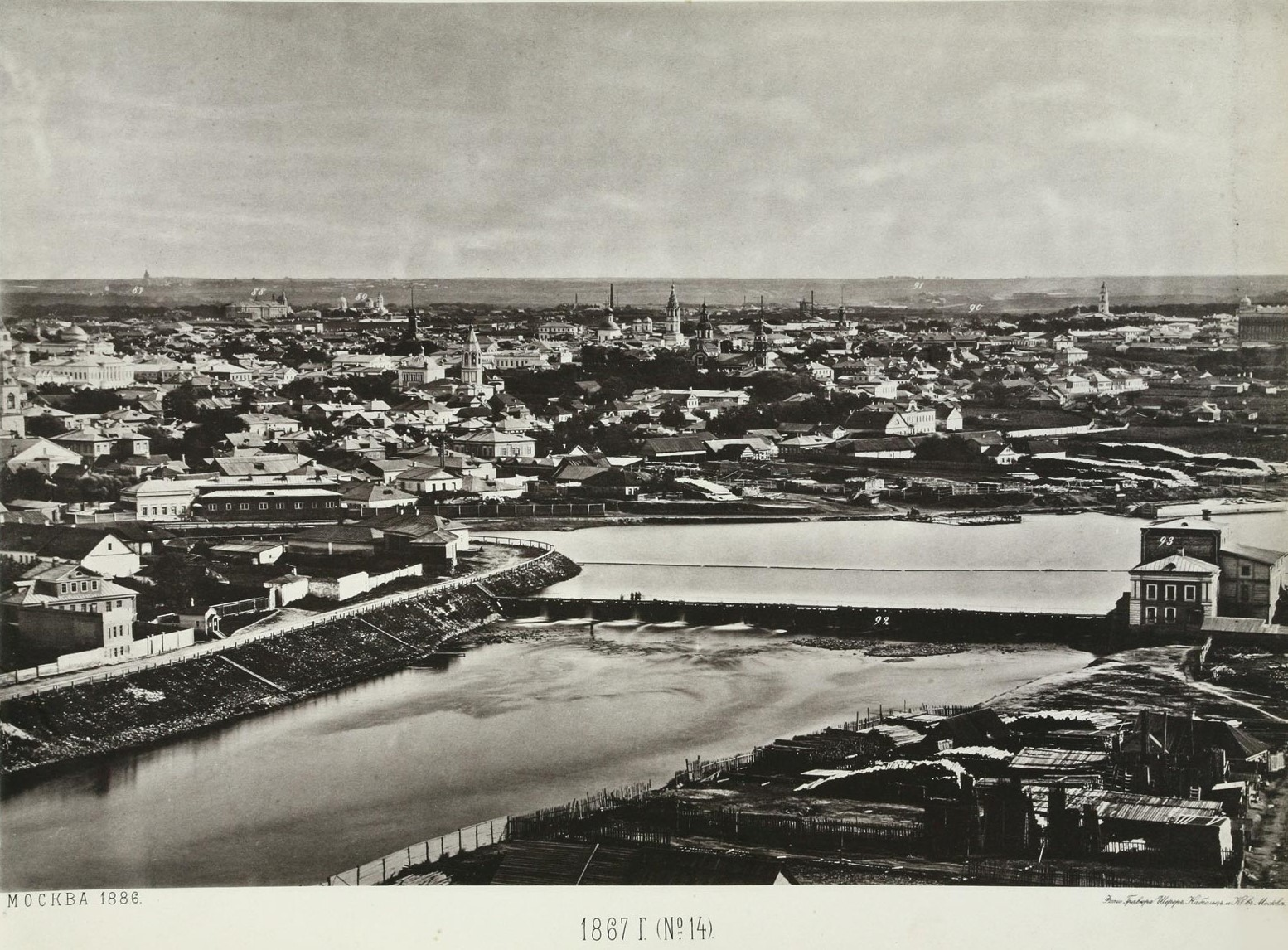
Бабьегородская плотина в 1867 году

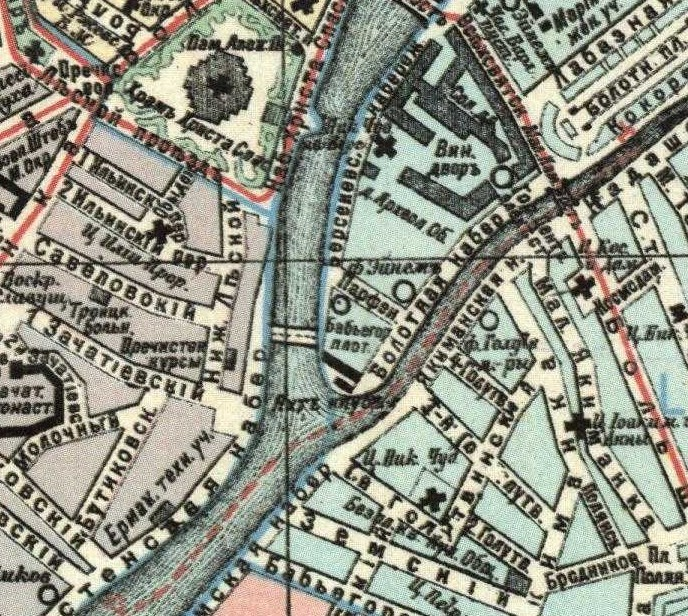
Бабьегородская плотина на карте 1917 года

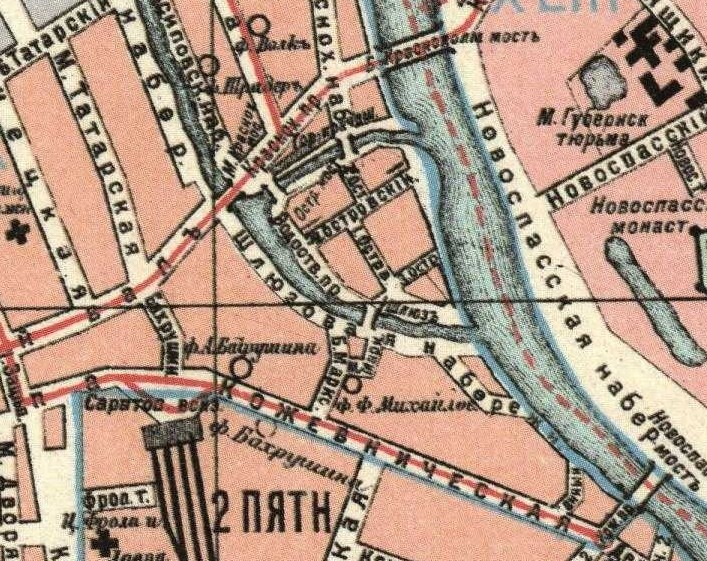
Краснохолмский шлюз Водоотводного канала на карте 1917 года

Вследствие больших сезонных перепадов уровня реки судоходство было затруднено, а наводнения опасны, поэтому гидротехнические сооружения на Москве-реке появились в древности. В 1783—1786 годах вдоль излучины реки около Кремля был проложен Водоотводный канал с целью защиты от наводнений и пропуска воды во время ремонта мостов. В 1836—1837 годах для повышения уровня воды в реке были построены Бабьегородская плотина и Краснохолмский шлюз. Водоотводный канал в результате стал судоходным. В 1873 году образовалось «Товарищество Москворецкого туерного пароходства», поставившее своей целью развить водный транспорт на реке. Товарищество к 1878 году построило шесть плотин со шлюзами. Эти плотины (Перервинская, Бесединская (ныне им. Трудкоммуны), Андреевская, Софьинская, Фаустовская и Северская) обеспечили проход судов с осадкой до 90 см от устья реки до города Москвы. Ранее построенные плотины в 1930-х годах были перестроены, добавлена Карамышевская плотина, и разобраны за ненадобностью Бабьегородская плотина и Краснохолмские плотина и шлюз (последний сохранился в названиях Шлюзовой набережной и Шлюзового моста). Указанные плотины и образуют Москворецкую шлюзованную систему.
В 1930-е годы русло Москвы было существенно спрямлено в рамках частично реализованного плана обводнения города Москвы.
В 1932—1937 годах был построен канал Москва — Волга, ныне канал имени Москвы, в 1937 году была введена в эксплуатацию самая мощная гидроэлектростанция каскада канала имени Москвы — Сходненская ГЭС.
В 1968 году было открыто Нагатинское спрямление в районе Нагатино.

Старое русло Москвы-реки, образовавшееся в результате появления Нагатинского спрямления (Кожуховский Затон)

В итоге, Москва-река в пределах города фактически состоит из каскада русловых водохранилищ, образованных тремя гидроузлами: Перервинским, Карамышевским и им. Трудкоммуны. Сток Москвы выше города регулируется Истринским (1935), Можайским (1960—1962), Верхне-Рузским (1980-е), Рузским (1965—1966) и Озернинским (1967) водохранилищами, а также гидроузлами около Петрово-Дальнего и Рублёво.
Из одиннадцати гидроузлов, построенных на реке, всего четыре имеют гидроэлектростанции: Можайская, Рублёвская, Карамышевская и Перервинская, при этом по бассейну реки построено ещё шесть миниГЭС: Верхне-Рузская, Рузская, Истринская, Озернинская, Горбовская (закрыта в 2002 году) и Сенежская станции. Суммарная мощность по бассейну превышает 15 МВт, а выработка 40 млн кВт⋅ч в год.
Через Москву-реку перекинуто более 50 мостов, из них более 20 в границах города Москвы. В черте города берега укреплены железобетонными стенками и блоками, облицованы гранитом.

## Происхождение названия

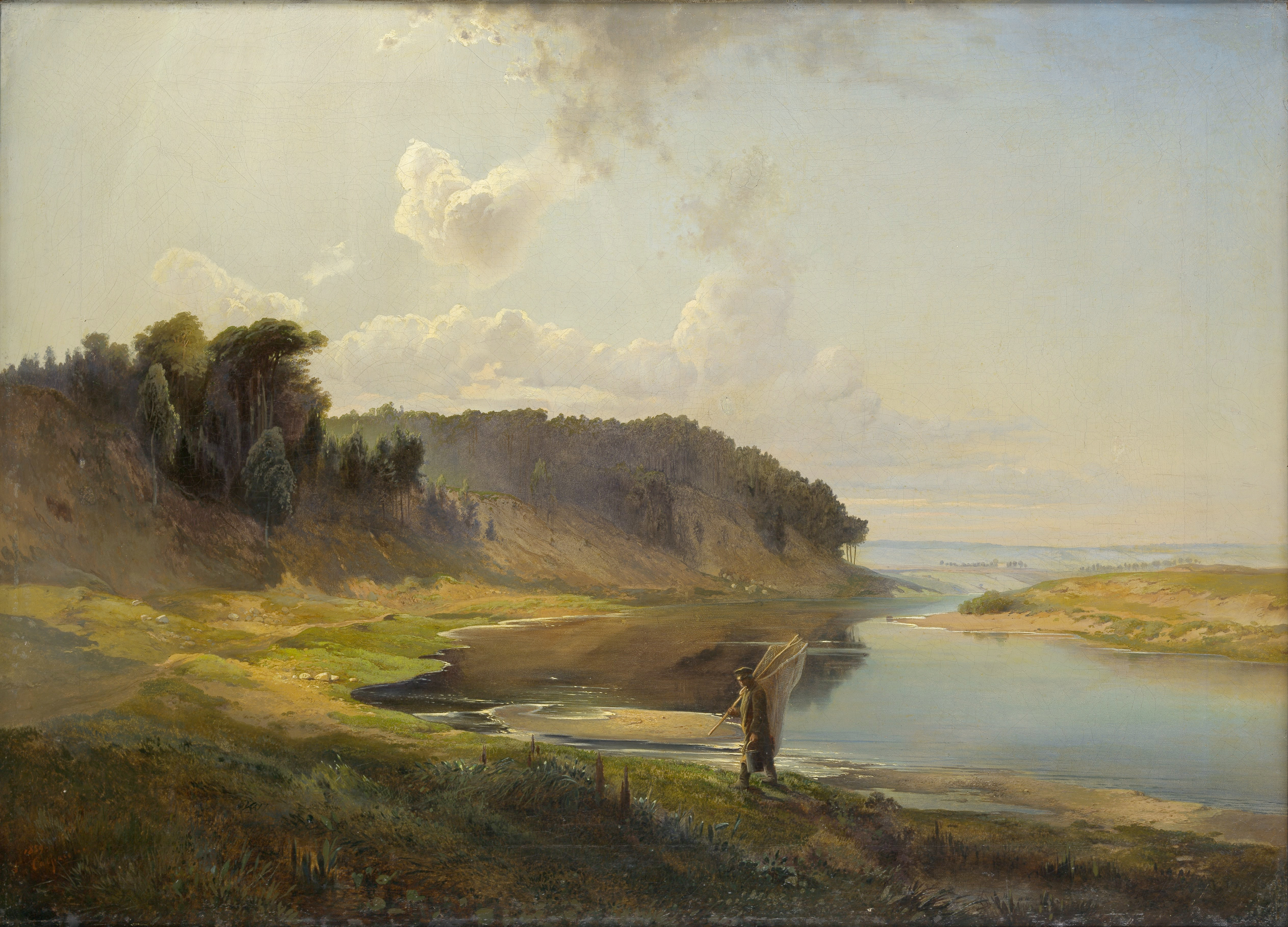
«Пейзаж с рекой и рыбаком»
Алексей Саврасов, 1859 (лесистый берег реки Москвы)

Название Москвы — древнее, его происхождение спорно; существует большое количество гипотез относительно его возможного славянского, балтского или финно-угорского источника (до славян, а также длительное время одновременно с ними в бассейне Москвы проживали финно-угорские и балтийские племена, оставившие заметный след в субстратной топонимии региона). Соответствия гидрониму Москвы имеются и в других славянских землях, например, река Москва, приток Тисы в Карпатах (в 2016 году переименована в укр. Сільський потік на основании закона Украины «Об осуждении коммунистического и национал-социалистического (нацистского) тоталитарных режимов на Украине и запрете пропаганды их символики»); река Московица (Московка), приток Березины; ручей Московец, Украина; река Москава или Mozgawa в Польше и Германии. На этих территориях отмечен балтийский субстрат в гидронимии. В последние десятилетия особенно популярна гипотеза В. Н. Топорова, который возводит имя Москвы к древним балтийским формам *Mask-(u)va, *Mask-ava или *Mazg-(u)va, *Mazg-ava от корней со значениями либо «топь», либо «извилистая (река)».
Этой гипотезе не противоречит и объяснение имени Москвы от родственного балтийским славянского слова москы, связанного с понятием «влага»; значение гидронима так или иначе устанавливается как «топкая, болотистая, мокрая (река)». Возможно, что нарицательное слово, лежащее в основе гидронима Москвы, относилось к лексике, возникшей в ранний период интенсивного балто-славянского языкового взаимодействия.
Название реки также выводят из двух финно-угорских слов ва («вода», «река» или «мокрый» во многих языках, например, в мерянском, коми) и моск (муста — «чёрный, тёмный» в финском) — то есть дословно топоним можно перевести как «тёмная вода». Эта гипотеза объясняет части названия из разных языков, удалённых друг от друга.

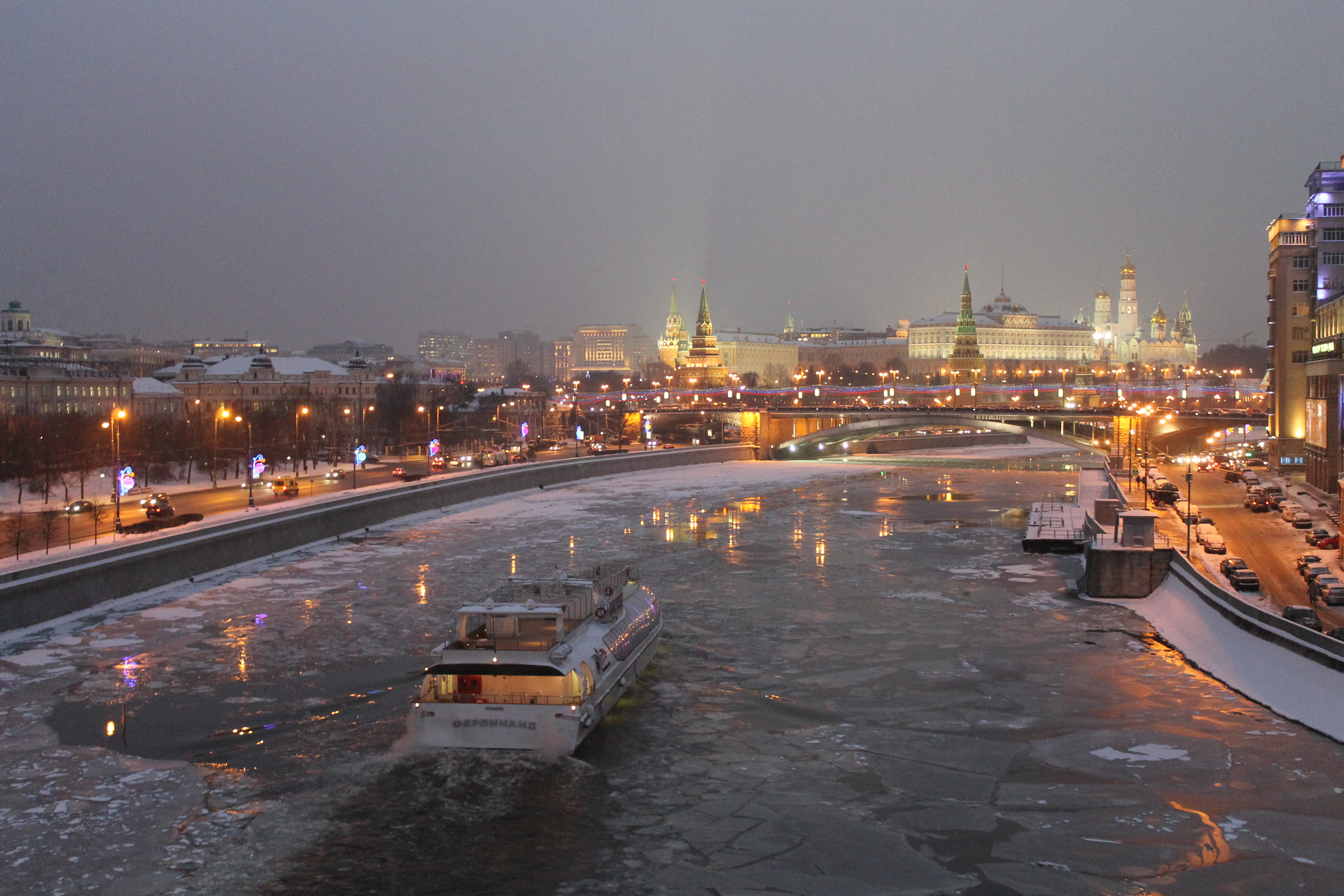
Ночная Москва-река

## История

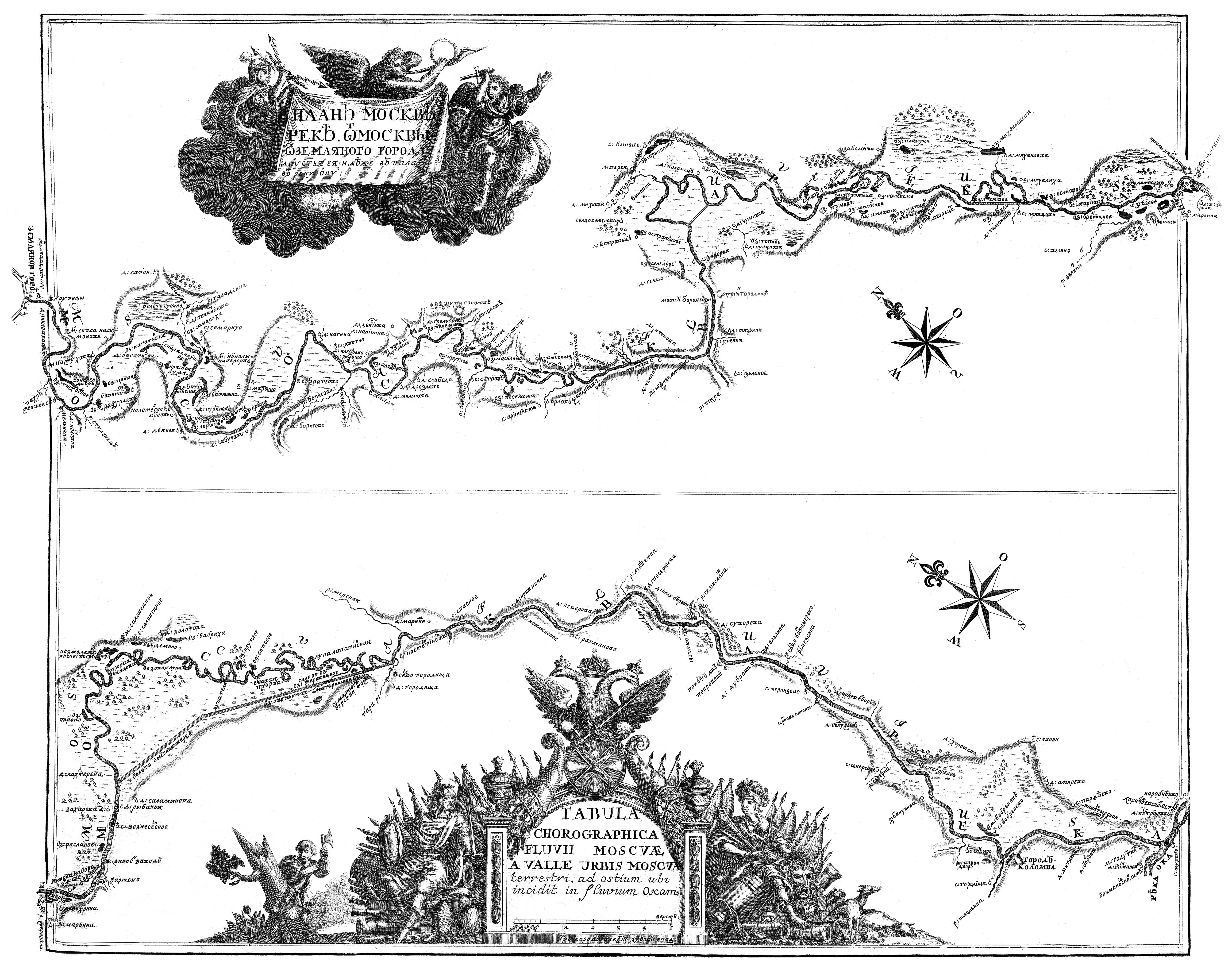
План Москвы-реки. Атлас Всероссийской империи И. К. Кирилова 1722—1737 гг

По последним исследованиям нынешнее русло река Москва заняла около 12 тысяч лет назад.
Бассейн реки был заселён уже в каменном веке, о чём свидетельствуют неолитические стоянки в Крутицах, Коломенском, Алёшкине, Щукине, Серебряном Бору, Троице-Лыкове. Памятники бронзового века (фатьяновской культуры второго тысячелетия до н. э.) найдены в центре Москвы, в Дорогомилове, на Воробьёвых горах, в Андрониковом монастыре, в Давыдкове, Зюзине, Алёшкине, Тушине.
С приходом железного века в середине первого тысячелетия до н. э. и изменением климата (лесостепи сменились на леса) в бассейне реки распространилось пашенное земледелие и образовались многочисленные оседлые поселения. Так называемая дьяковская культура просуществовала здесь более тысячи лет с VII—VI веков до н. э. до VI—IX веков н. э. Эти — дославянские — городища и селища найдены вблизи села Дьяково (в районе Коломенского), на Воробьёвых горах, в Тушине, Кунцеве, Филях, на берегах Сетуни, в Нижних Котлах.
С VIII века возникли славянские (вятичские) поселения на берегах Москвы-реки, Яузы, Неглинной, Сетуни, Раменки, Котловки, Чертановки, Городни. Так, появились городища на Самотёке, Лыщиково, Андроньевское, Обыденское; селища Яузское, Кудринское, в Нескучном саду, Головинское, Братеевское, Зюзинское, Матвеевское, Сетуньское. В те же годы образовались многочисленные группы курганных могильников (Филёвская, Матвеевская, Раменская, Очаковская, Крылатская, Тропарёвская, Ясенёвская, Черёмушкинская, Ореховская, Борисовская, Братеевская, Коньковская, Деревлёвская, Чертановская, Царицынская).
Река Москва с древности была важной транспортной магистралью, водно-волоковые пути связывали её с Новгородом и Смоленском, с Волгой и Доном.

## Притоки

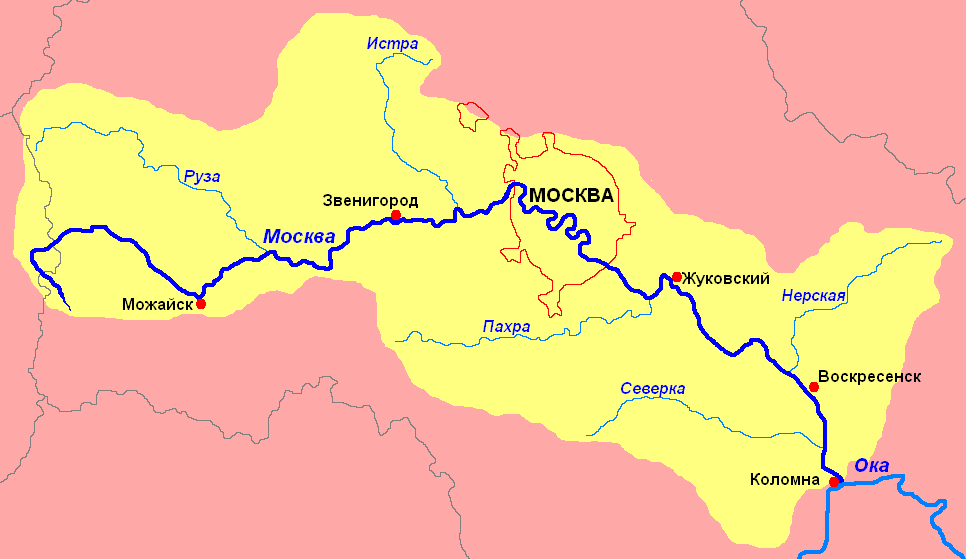
Бассейн Москвы-реки

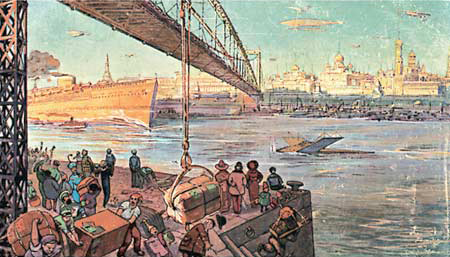
Москва-река в XXIII веке. Открытка-фантазия 1914 года из цикла «Москва в XXIII веке»

Основные притоки: слева — Гнилуша, Руза, Яуза, Истра, Неглинная, Нерская, справа — Жужа, Городня, Сетунь, Коломенка, Пахра, Северка. К бассейну реки Москвы относится 362 реки и более 500 ручьёв. Крупнейшие из притоков в пределах города Москвы (после Яузы, Неглинной, Сетуни и Городни): Сходня, Нищенка с Пономаркой (Чурилихой), Химка, Котловка, Чура, Таракановка, Пресня, Филька.

### Список притоков
(расстояние от устья)
- 17 км: Велегушка (лв)
- 22 км: Мезенка (Лукьяновка) (лв)
- 27 км: Семиславка (лв)
- 31 км: Медведка (лв)
- 43 км: Нерская (лв)
- 44 км: Отра (пр)
- 51 км: Коломенка (пр)
- 80 км: Велинка (пр)
- 85 км: Гжелка (лв)
- 98 км: Северка (пр)
- 94 км: Хрипань (?)
- 103 км: Быковка (лв)
- 110 км: Пехорка (лв)
- 120 км: Пахра (пр)
- 141 км: Городня (пр)
- 157 км: Нищенка (Гравороновка) (лв)
- 174 км: Яуза (лв)
- 184 км: Сетунь (пр)
- 214 км: канал имени Москвы (лв)
- 214,8 км: Химка (лв)
- 218 км: Сходня (лв)
- 223 км: Банька (лв)
- 226 км: Курица (лв)
- 243 км: Медвенка (пр)
- 245 км: Липка (лв)
- 247 км: Истра (лв)
- 257 км: Вязёмка (пр)
- 277 км: Нахавня (пр)
- 282 км: Сторожка (л)
- 284 км: Островка (?)
- 292 км: Дубешня (лв)
- 293 км: Малодельня (лв)
- 296 км: Жуковка (лв)
- 298 км: Сетунь (пр)
- 342 км: Руза (лв)
- 344 км: Елица (пр)
- 358,3 км: Искона (лв)
- 358,6 км: Ведомка (пр)
- 363 км: Палевка (лв)
- 386 км: Колочь (пр)
- 404 км: Лусянка (пр)
- 415 км: Иночь (Иноча) (лв)
- 419 км: Песочня (лв)
- 427 км: Замошня (лв)
- 434 км: Зароченка (Заречка) (лв)

## Экологическая обстановка Москвы-реки

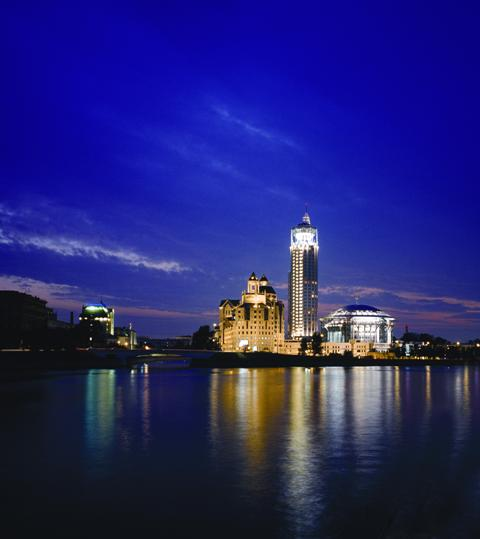
Южная оконечность Балчуга, где Москва-река сливается с Водоотводным каналом

О качестве воды задумывались ещё в XIX веке. Так, великий князь Сергей Александрович объявил о запрете слива отработанных фабричных вод в Москву-реку. Об отмене этого распоряжения хлопотали Н. И. Прохоров (его Трёхгорная мануфактура оказалась под угрозой закрытия, так как в реку, несмотря на установку очистных сооружений, всё равно попадали остатки краски и другие загрязняющие вещества), затем, по его просьбе, Н. А. Найдёнов — в итоге указ не был приведён в исполнение.
Вода в реке в пределах города Москвы и ниже по течению — плохого качества, что обусловлено преобладанием объёма сточных вод над природными в два раза. После очистки сточные воды не удовлетворяют требованиям по содержанию органических веществ, нефтепродуктов и тяжёлых металлов. В воде реки в размерах, превышающих нормы, содержатся соли тяжёлых металлов, нефтепродукты, пестициды, фенолы. Наиболее загрязнены участки реки около районов Нагатино, Марьино и Капотня, несколько меньше возле Щукина. В черте города Москвы выделяется три участка с разной степенью загрязнения:
- от входа в город до Крымского моста; участок традиционно является наиболее чистым
- центральная часть города в пределах Садового кольца, где качество воды по нефтепродуктам и металлам колеблется как в течение года, так и вдоль реки
- участок нижнего течения реки, где Курьяновская станция аэрации приводит к увеличению концентрации биогенных элементов (аммония, нитритов, фосфатов).

В 2008 году на входе в город вода по качеству характеризовалась как «умеренно-загрязнённая», в центре — «загрязнённая», в районе Перервинской плотины — «умеренно-загрязнённая», на выходе из города — «загрязнённая».
Радиационный фон Москвы-реки не повышен, радиационные параметры иловых отложений реки на уровне аналогичных параметров для почв.
Природоохранительными мероприятиями в бассейне реки занимаются три московские организации: ГУП «Мосводосток», АО «Мосводоканал» и ГУП ДЗ «Гидромост». Программа природоохранных мероприятий «Мосводоканала» на 2008—2010 годы имеет бюджет около 4,5 млрд руб. в год. Так, в 2008 году объём израсходованных средств по программе составил около 4 миллиардов рублей.
Во время аномально жаркого лета 2010 года в Москве-реке были замечены медузы. Это не первое наблюдение, учёным пресноводные медузы в российских реках и водохранилищах известны давно.
В 2016 году на значительном протяжении Москвы-реки появились раки, что сигнализирует об улучшении качества воды. Характер загрязнения реки изменился: до 90-х годов XX века её отравляли промышленные сбросы, в современный период основным источником загрязнения стали ливневые стоки с проезжей части. Поскольку нефть легче воды, она всплывает на поверхность и не вредит придонным обитателям. Следом за появлением членистоногих, увеличились популяции бобров и норки — например, в районе Строгино. В водах реки стали чаще встречаться жерех, сом, налим, щука, лещ и окунь.
В 2018 году воды на участке реки ниже Звенигорода классифицировались как «грязные» (класс 4) или «экстремально грязные» (класс 5). Класс «экстремально грязная» воды у деревни Нижнее Мячково и ниже Воскресенска.

## Населённые пункты на реке

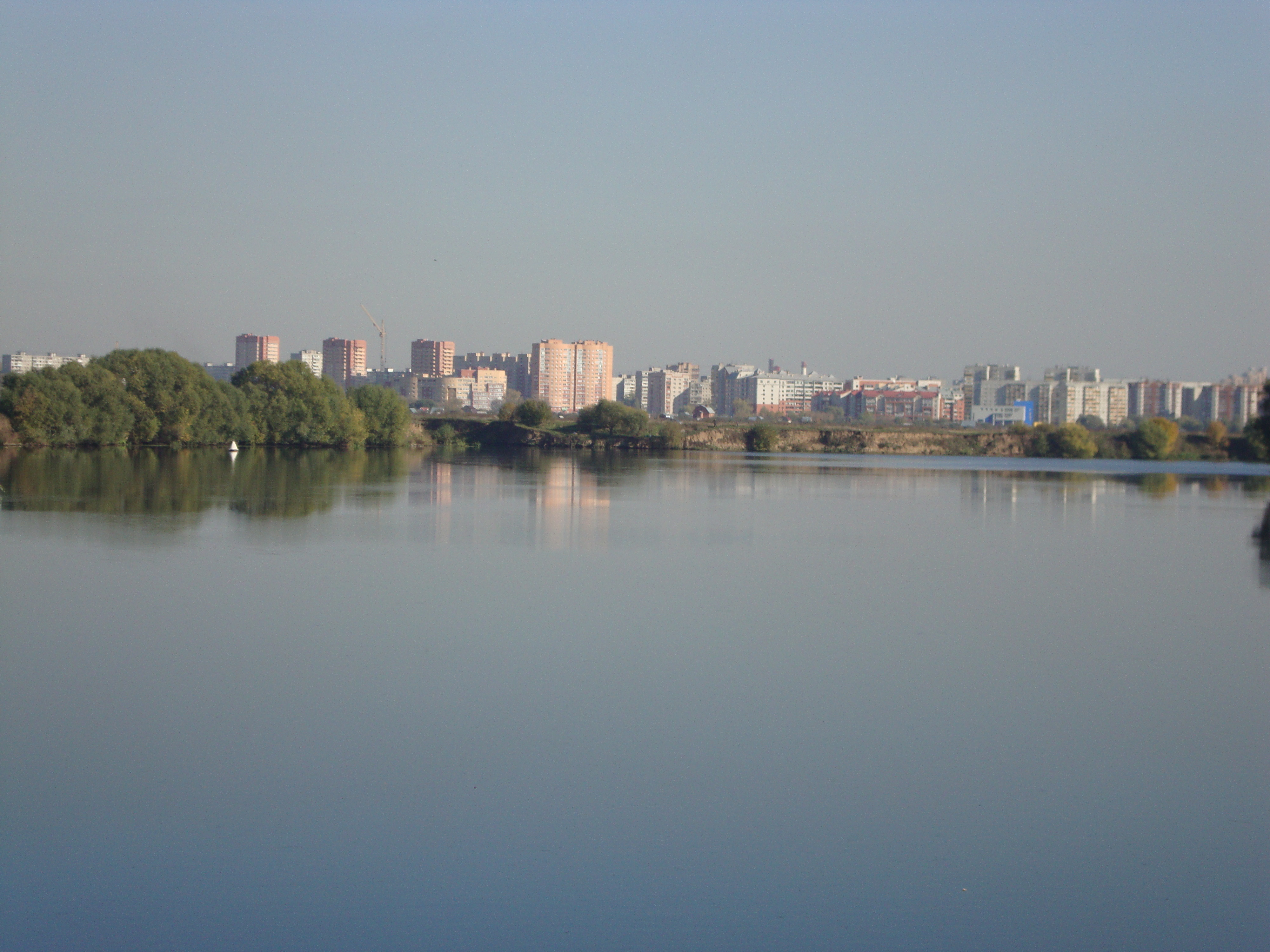
Москва-река в районе города Жуковский

На Москве-реке стоят города: Можайск, Звенигород, Красногорск, Москва, Дзержинский, Лыткарино, Жуковский, Бронницы, Воскресенск, Коломна.
Среди наиболее известных сёл на берегу реки — Коломенское (ныне — музей на территории Москвы), Остров, Уборы, Беседы, Софьино.

## Достопримечательности

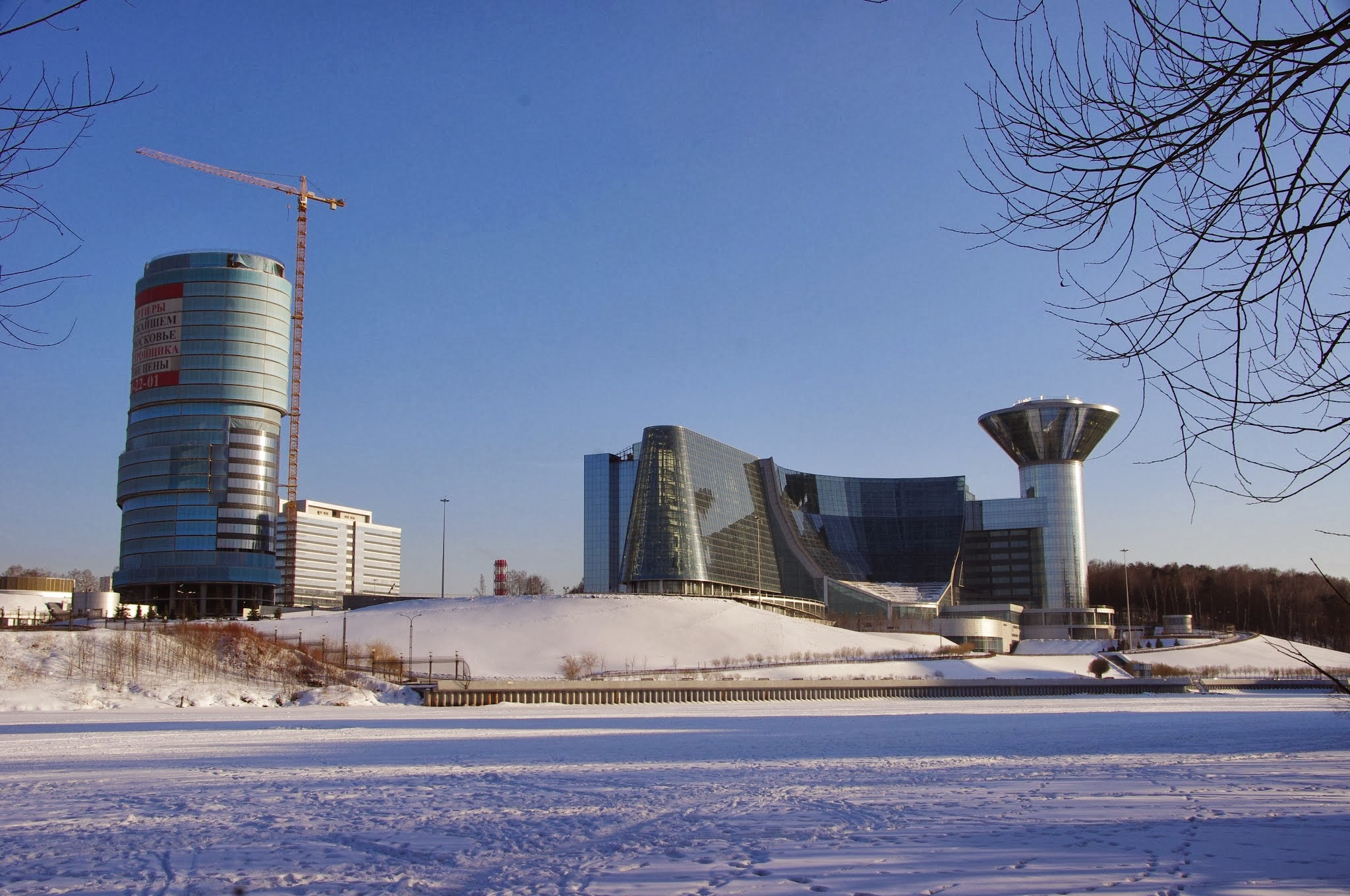
Строительство нового здания для Московской областной думы (слева) и Дом Правительства Московской области

На берегах Москвы-реки находятся несколько монастырей — Лужецкий, Саввино-Сторожевский, Новодевичий, Андреевский, Новоспасский, Данилов, Симонов монастырь, Николо-Перервинский, Николо-Угрешский, Ново-Соловецкая Марчуговская пустынь, Бобренёв, Старо-Голутвин; некогда также разрушенный Алексеевский (на месте нынешнего Храма Христа Спасителя).
В Мякининской пойме в процессе реализации находится проект создания административного центра Московской области.

## Судоходство
Москва-река судоходна на 210 км от устья, до Рублёвской плотины. Навигация обычно продолжается с середины апреля до середины ноября (прогулочная — до конца октября). На реке расположены Южный речной порт и Южный речной вокзал, а на Химкинском водохранилище (технически не на Москве-реке) — Северный речной порт и Северный речной вокзал. Также ранее функционировал Западный речной порт (ликвидирован в 2010-х годах, территория застроена жилыми домами).

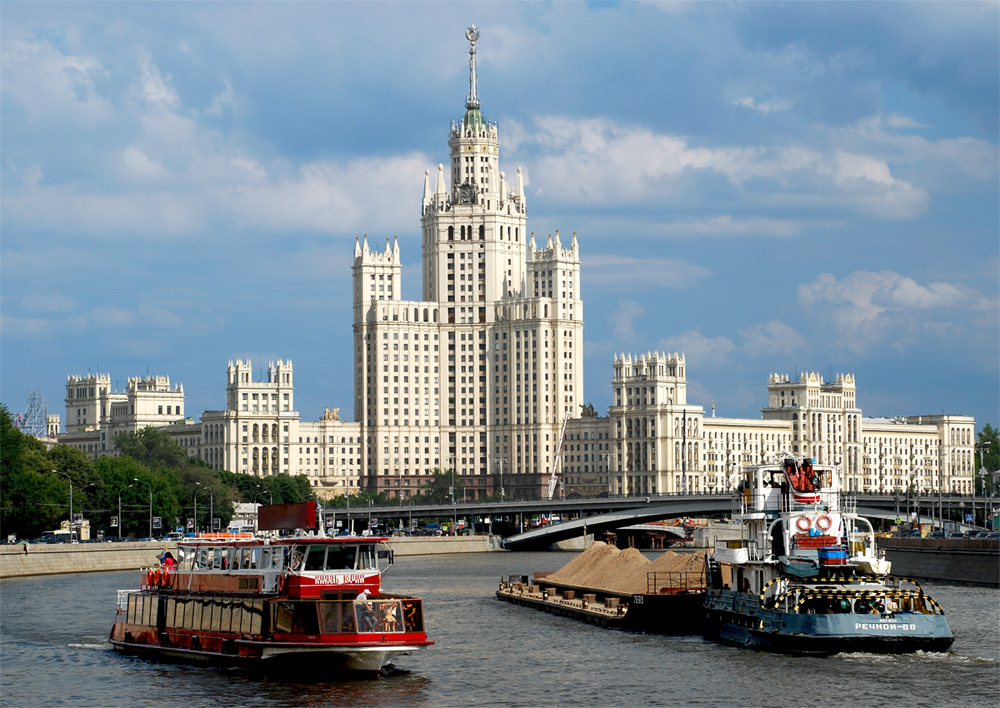
Пассажирское судно и баржа с толкачом на Москве-реке около Котельнической набережной

В советское время по Москве-реке проходила транспортная линия Москва — Горький. Самым известным туристическим маршрутом была «Московская кругосветка»: Московский Южный речной вокзал — Ока — Горький — Волга — Канал им. Москвы — Северный речной вокзал. Пассажирские пароходы проходили между северным и южным речными вокзалами по центру города Москвы. С 2000-х годов по Москве выполняются только прогулочные рейсы; крупные пассажирские суда в центр города не заходят. Основные маршруты: Москва — Константиново — Москва, «Московская кругосветка», и иногда другие варианты. На Москве из-за ограничения габаритов шлюзов и глубины работают только теплоходы проекта 305, круизная навигация осуществляется в мае-июне, пока на Оке достаточная глубина. После 2015 года, после реконструкции Кузьминского гидроузла на Оке, круизы стали проходить в течение всей навигации. По центру города Москвы пройти они не могут из-за малой высоты мостов.
В границах Москвы расположено более 40 пассажирских причалов, внутригородское пассажирское движение по Москве-реке происходит на трёх независимых участках, только один из которых (Новоспасский мост — Киевский вокзал) работает в течение всей навигации. Прогулочные теплоходы курсируют с середины апреля до второй половины октября, когда в связи с сезонным ухудшением погоды пассажиропоток существенно сокращается. С 2009 года компанией «Флотилия Рэдиссон Ройал» пущена в эксплуатацию круглогодичная линия, обслуживаемая пассажирскими судами ледового класса последнего поколения.
Грузовые перевозки (в основном песка и других строительных материалов) осуществляются сухогрузами типов «Ока», «Окский», толкачами типов «Речной (Московский)», «Шлюзовой».

## Пляжи
В черте города Москвы на реке имеется несколько пляжей. Наиболее известны пляжи в Строгине, Серебряном Бору, Троице-Лыкове, Рублёве. Все они расположены в северо-западной части города. В центральной и юго-восточной части пляжи отсутствуют из-за высокой загрязнённости воды. Купальный сезон обычно открывается в начале-середине июня, заканчивается в среднем в середине августа, однако при тёплой погоде может длиться до начала и даже середины сентября (как было, например, в 2007 и 2018 годах). Температура речной воды в июле около 22 °C.

## Острова
На Москве-реке расположены несколько островов. Образованы они главным образом в результате строительства каналов. В черте Москвы насчитывается восемь островов.
Один из самых известных — безымянный искусственный остров в центре города между собственно рекой и Обводным каналом.
Ещё один крупный искусственный остров в черте Москвы, Шлюзовой, находится в районе Нагатина, на нём расположен посёлок Шлюзы. Расположенный в городском округе Красногорск Лохин остров является государственным памятником природы регионального значения со статусом особо охраняемой природной территории.